# Герб Сыктывкара
Герб Сыктывка́ра — опознавательно-правовой знак, составленный и употребляемый в соответствии с правилами геральдики, служащий, наряду с флагом и гимном, официальным символом муниципального образования городского округа «Сыктывкар» Республики Коми Российской Федерации.
Исторический герб Усть-Сысольска (прежнее название Сыктывкара) был Высочайше утверждён 2 (13) октября 1780 года императрицей Екатериной II вместе с другими гербами Вологодского наместничества. Продолжал использоваться городом после 1917 года. Утратил своё значение в связи с переименованием Усть-Сысольска в Сыктывкар и изменением статуса последнего.
В советское время Заслуженный деятель искусств РСФСР В. В. Поляков исполнил новый герб города, который был официально утверждён Сыктывкарским городским Советом 18 мая 1978 года.
Третий по счёту герб Сыктывкара был разработан после преобразования Коми ССР в Республику Коми и утверждён Советом города 29 ноября 1993 года. Его автором выступил главный художник Сыктывкара А. И. Неверов.
25 марта 2005 года был утверждён герб муниципального образования городского округа «Сыктывкар», проект которого также разработал Неверов. За его основу был взят исторический герб Усть-Сысольска. В том же году герб городского округа был внесён в Государственный геральдический регистр Российской Федерации с присвоением регистрационного номера 1885.

## Описание
Геральдическое описание действующего герба муниципального образования городского округа «Сыктывкар» гласит:

В лазоревом поле на зелёной, обременённой серебряной елью, горе золотой медведь, лежащий в золотой берлоге, сопровождённый вверху серебряной звездой в виде элемента национального орнамента (прорезной квадратный ромб с тремя лучами, перпендикулярно отходящими от каждой его стороны на половину длины стороны: по одному в продолжение сторон, и одному в середине стороны).— Решение Совета муниципального образования «Город Сыктывкар» от 25 марта 2005 года №18/03-249

## Символика

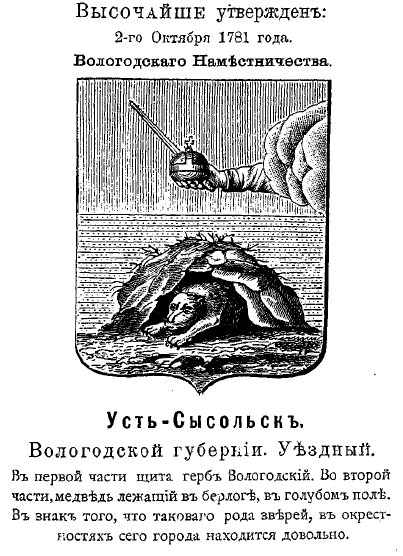
Рисунок герба Усть-Сысольска из гербовника Винклера (1899)

Герб муниципального образования городского округа «Сыктывкар» языком символов и аллегорий отражает исторические, культурные, социально-экономические, национальные и иные местные традиции. За основу герба муниципального образования взят исторический герб уездного города Усть-Сысольск (переименован в Сыктывкар 26 марта 1930 года) Вологодского наместничества, Высочайше утверждённый 2 (13) октября 1780 года.
Ель (росток) символизирует возрождение, новую жизнь. Стилизованное изображение этого дерева, включённое в композицию герба Сыктывкара, также отражает местные хозяйственные и природные особенности. Медведь является не только животным, широко распространённым на территории республики, но ещё и одним из ключевых персонажей мифологии коми, древним дохристианским символом и выразителем культа почитания у этой группы народов. В гербе Сыктывкара медведь предстаёт как хранитель традиций города, оберегающий росток дерева. Сопровождающая фигуру медведя звезда в форме квадратного ромба с лучами представляет собой элемент национального орнамента «Шондибан» (коми-перм. Шо́ндібан; буквально: «лик солнца») — символ солнца, дарящего тепло и защиту.
Лазоревый и зелёный цвета в гербе Сыктывкара соотносятся с основными цветами нижней части исторического герба Усть-Сысольска. Лазурь, зелень и серебро соотносятся с цветами государственного флага Республики Коми, а также с цветом полярного сияния. Серебро символизирует северную зиму, белый снег, чистоту. Золото символизирует солнце, богатство, процветание.

## История

### Герб 1780 года
При формировании в 1780 году Вологодского наместничества вошедший в его состав город Усть-Сысольск получил статус уездного. Поскольку некоторые города (включая Усть-Усольск), приписанные к новообразованному наместничеству, на тот момент ещё не имели собственных гербов, Правительствующий сенат поручил их составление действительному статскому советнику Александру Андреевичу Волкову, исправлявшему должность герольдмейстера в департаменте Герольдии при Сенате.

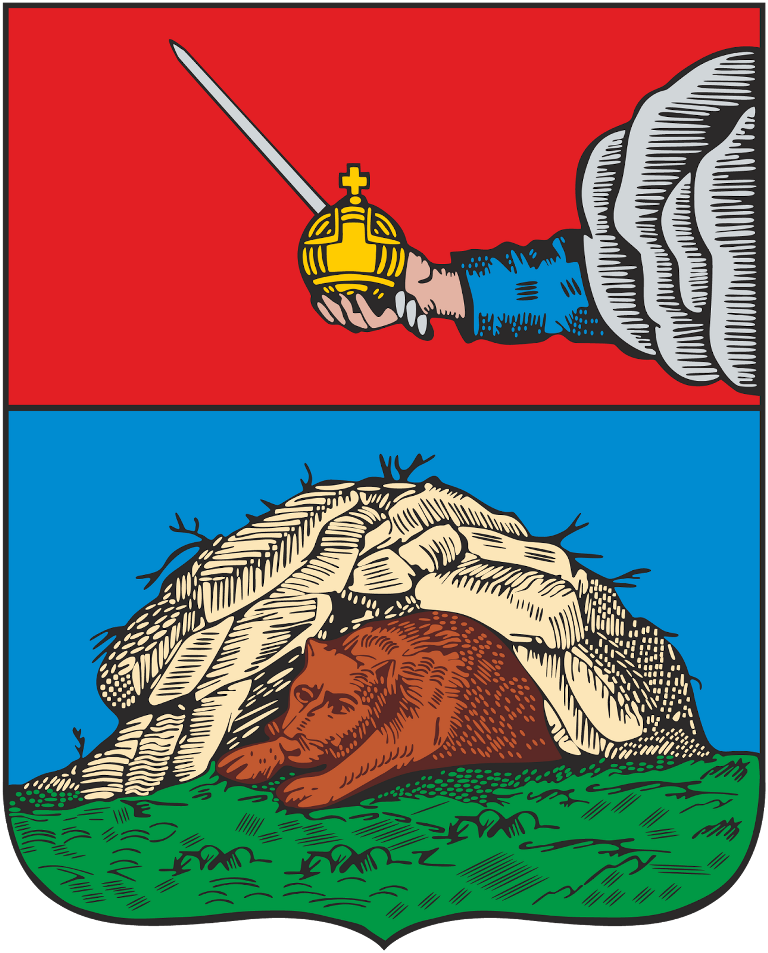
Герб Усть-Сысольска (1780)

«Вновь сочинённые» и собранные «кои уже были прежде» Волковым гербы городов Вологодского наместничества, после рассмотрения их Сенатом, были представлены на Высочайшую конфирмацию Екатерине II и 2 (13) октября 1780 года Высочайше утверждены императрицей. В гербовнике П. П. фон Винклера (1899) датой их утверждения значится 2 (13) октября 1781 года.
Подлинное описание герба уездного города Усть-Усольска гласило:

Медвѣдь, лежащій въ мерлогѣ, въ голубомъ полѣ. Въ знакъ того, что таковаго рода звѣрей въ окрестностях сего города находится довольно.— Высочайше утверждённый доклад Сената «О гербах городам Вологодского наместничества»
Рисунок этого герба (без описания) был включён в первое издание Полного собрания законов Российской империи (1830). Согласно описанию к рисунку герба Усть-Сысольска, опубликованному в гербовнике Винклера, герб уездного города представлял собой геральдический щит, разделённый на две части. В верхней половине щита был помещён герб Вологоды, использовавшийся в качестве наместнического («Въ красномъ поле щита видна выходящая изъ облака рука, держащая золотую державу съ серебряным мечем»), в нижней половине — медведь, лежащий в берлоге. Геральдическое изображение медведя в описываемом гербе могло трактоваться как «символ предусмотрительности и силы».
В советское время герб 1780 года не был упразднён и продолжал использоваться городом. В дальнейшем, после переименования Усть-Сысольска в Сыктывкар в 1930 году и присвоения последнему статуса столицы автономной республики Коми в 1936 году, этот символ постепенно утратил своё значение.

### Герб 1978 года

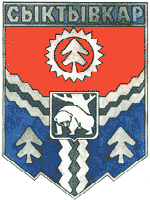
Герб Сыктывкара (1978)

В 60—70-е годы XX века в Коми АССР начался процесс возрождения городской геральдики. В этот период исполнительным комитетом Сыктывкарского городского Совета было организовано проведение конкурса проектов герба города. Среди поступивших на конкурс работ лучшим был признан проект, исполненный первым коми художником, председателем Коми отделения Союза художников РСФСР, заслуженным деятелем искусств РСФСР Валентином Викторовичем Поляковым.
Герб представлял собой щит нетрадиционной формы, характерной для элементов, используемых в коми орнаменте. Щит был разделён на три поля узким серебряным вилообразным крестом, символизировавшим расположение города у слияния рек Сысолы и Вычегды. В центр основного щита Поляков поместил щиток с фрагментом модифицированного герба Усть-Сысольска. Медведь в нём был изображён вышедшим из берлоги и стоящим рядом с деревом (в таком исполнении он должен был, по замыслу автора, олицетворять «разбуженный и преображённый край»). Изображение дерева, как считают некоторые исследователи, могло отсылать к историческому мировоззрению коми, в соответствии с которым «каждый человек имеет двойника в виде дерева», а также трактоваться как древний символ, обозначающий «связь трёх миров — небесного, земного и подземного». В верхнем красном (червлёном) поле художник изобразил ель и зубчатое колесо — символы промышленной специфики Сыктывкара. Ещё две ели, помещённые в два синих (лазоревых) поля в нижней части щита, символизировали богатые лесом окрестности города. Тинктуры полей гербового щита соответствовали цветам государственного флага РСФСР и флага Коми АССР.
18 мая 1978 года данный герб был официально утверждён исполнительным комитетом Сыктывкарского городского Совета.

### Герб 1993 года
После преобразования Коми ССР в Республику Коми был поднят вопрос об обновлении действующих и создании новых гербов городов республики.
В 1993 году в Сыктывкаре был проведён конкурс на разработку городской символики, победу в котором одержал главный художник города Анатолий Иосифович Неверов, выполнивший проект герба следующего содержания: «В серебряном щите опрокинутое трёхкратно повторенное лазурево-зелёно-серебряное ломаное усечённое стропило, которое сопровождают: внизу — стилизованный золотой медведь анфас и стилизованный же зелёный росток, а вверху — элемент национального орнамента, золотой».

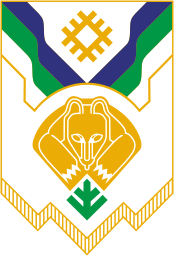
Герб Сыктывкара (1993)

Согласно авторской трактовке композиция нового герба сохраняла «силуэт предыдущего» и возвращала «главный символ герба г. Усть-Сысольска — медведя в берлоге, но уже в новом значении». Медведь рассматривался как «талисман, хранитель традиций города, оберегающий ростки новой жизни». Помещённый над его изображением элемент коми орнамента («Шондібан») олицетворял солнце, а диагональные полосы (у Н. А. Соболевой — «усечённое стропило») обозначали слияние двух рек. Цвета полос (лазоревый, зелёный и серебряный) ассоциировались с цветовой гаммой государственного флага Республики Коми и, одновременно, с северным сиянием. Серебряный цвет поля щита символизировал снежную чистоту.
Отдельные исследователи полагают, что предложенный А. И. Неверовым образ медведя имеет сходство с одним из наиболее распространённых сюжетов пермского звериного стиля — изображением медведя, уткнувшего голову между своими передними лапами («медведь в жертвенной позе»). Аналогичный символ присутствовал и в конкурсном проекте государственного герба Республики Коми, разработанном художником Владимиром Яковлевичем Сердитовым в 1993 году. В таком виде древние коми изображали медведя на бронзовых пластинах, бляшках и других художественных изделиях. Подобные предметы, как правило, носили сакральный характер.
29 ноября (у Н. А. Соболевой — 29 октября; по данным сайта «Геральдикум.ру» — 23 ноября) 1993 года третий по счёту герб города Сыктывкара был утверждён городским Советом народных депутатов и с 1 января 1994 года начал официально использовался городом.

### Проект герба 2004 года
В 2004 году А. И. Неверов направил материалы о гербе Сыктывкара на государственную регистрацию в Геральдический совет при Президенте Российской Федерации. Ожидалось, что символ города будет внесён в Государственный геральдический регистр в преддверии празднования 225-летия Сыктывкара. Однако Геральдический совет отказал в его утверждении, поскольку в гербе наличествовали «ошибки геральдического, исторического и правового характера». В письме государственного герольдмейстера, заместителя директора Государственного Эрмитажа по научной работе Георгия Вадимовича Вилинбахова, направленном в адрес руководства города, отмечалось, что в гербе Сыктывкара было выявлено нарушение Закона Республики Коми «О государственном флаге Республики Коми», в соответствии с которым официальный государственный символ республики не может использоваться в качестве геральдической основы флагов муниципальных образований (по версии государственной герольдии данный запрет распространялся и на их гербы). Кроме того, при составлении герба 1993 года оказалось нарушенным основное правило геральдики, запрещающее наложение металлических фигур на металлические поля (фигура золотого медведя была наложена на серебряное поле щита). В качестве решения проблемы государственный герольдмейстер предложил восстановить исторический герб Усть-Сысольска, а именно нижнюю его часть с изображением медведя в берлоге.
29 ноября 2004 года, рассмотрев рекомендации Геральдического совета при Президенте Российской Федерации, Совет муниципального образования «Город Сыктывкар» принял решение внести изменения в решение Совета народных депутатов города Сыктывкара от 29 ноября 1993 года. Диагональные полосы (усечённое стропило) с цветами государственного флага были стилизованы под северное сияние, поле щита изображено «сине-зелёным», а ель (росток), орнамент (солярный символ) и северное сияние — серебряными. После утверждения депутатами городского Совета Положения о гербе муниципального образования городского округа «Сыктывкар» соответствующее решение вместе с графическим изображением герба было направлено на экспертизу в государственную герольдию.

### Герб 2005 года

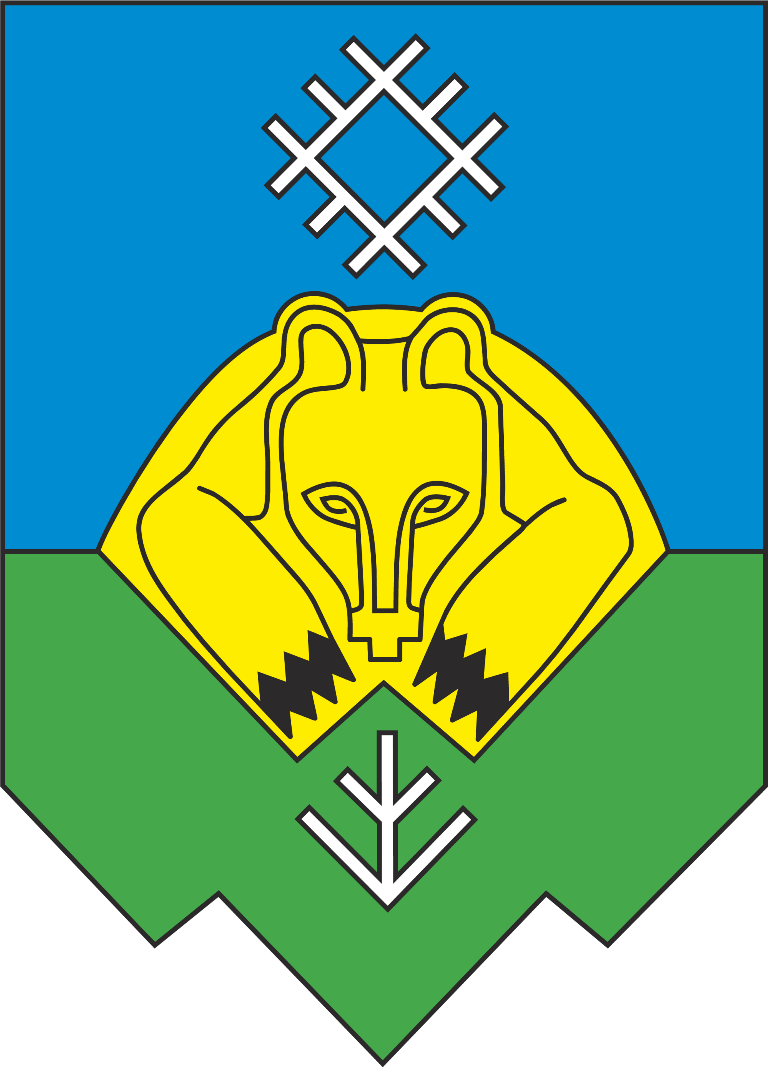
Герб Сыктывкара (2005)

В ходе консультаций с Геральдическим советом художник А. И. Неверов разработал три новых эскиза герба Сыктывкара. На одном был изображён золотой медведь в берлоге, сопровождённый серебряной звездой, на втором аналогичную композицию дополняло изображение серебряной ели, помещённой между лап медведя, а на третьем — стилизованное изображение полярного сияния, выполненное серебром. Сам автор выступал за первый, наиболее лаконичный вариант (без ели и северного сияния), считая, что «герб с медведем в берлоге итак довольно оригинален», а «северное сияние присутствует на гербах 97 российских городов, расположенных на северных широтах». Однако депутаты, изучившие одобренные Геральдическим советом проекты, предпочли выбрать второй вариант, который в итоге был утверждён на заседании Совета муниципального образования 25 марта 2005 года.
28 июня 2005 года новый герб Сыктывкара был рассмотрен на очередном заседании Геральдического совета при Президенте Российской Федерации. В целом его композиция была одобрена членами Совета, но с формулировкой «требуется перерисовка». По мнению экспертов использованный в данном гербе щит (с трезубцем в основании) не соответствовал принятым в российской геральдике традициям, и его требовалось заменить на четырёхугольный с заострённым основанием (французский щит).
12 июля 2005 года администрация Сыктывкара получила официальное извещение о внесении герба муниципального образования в Государственный геральдический регистр Российской Федерации под номером 1885. 16 декабря 2005 года, в соответствии с решением Совета муниципального образования «Город Сыктывкар» № 20/12-303, в решение от 29 ноября 2004 года № 16/11-205 «О гербе города Сыктывкара» были внесены некоторые изменения, касающиеся порядка изготовления, использования, хранения и уничтожения носителей изображения официального символа муниципального образования и порядка его использования предприятиями, учреждениями и организациями, не находящимися в муниципальной собственности, а также физическими лицами.

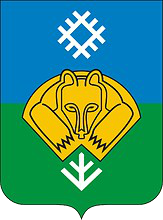
Герб Сыктывкара (2008)

В конце 2007 года Совет муниципального образования «Город Сыктывкар» объявил о проведении конкурса на лучший проект графического изображения герба и флага. Конкурсная комиссия изучила более сорока работ, но в итоге не смогла определить победителя, поскольку бо́льшая часть поступивших на рассмотрение эскизов не отвечала предъявляемым требованиям. Позднее председатель Коми регионального отделения Союза геральдистов России Фёдор Фёдорович Князев, привлечённый в качестве независимого эксперта к участию в разработке символики города Сыктывкара, рекомендовал депутатам городского Совета построить флаг муниципального образования на основе герба, указав при этом на необходимость приведения самого герба в соответствие геральдическим требованиям.
В 2008 году депутаты городского Совета приняли решение изменить очертания геральдического щита герба Сыктывкара. Специальной комиссией были рассмотрены и одобрены два варианта герба, в которых использовалась французская форма щита (такой же щит являлся и геральдической основой исторического герба Усть-Сысольска). Один из этих вариантов включал вольную часть с изображением государственного герба Республики Коми: «в червлёном (красном) поле хищная птица, обращённая прямо, на груди которой — лик женщины, обрамленный шестью лосиными головами (без рогов), по три с каждой стороны; все фигуры золотые». В остальном указанные проекты ничем не отличались от действующего герба.
11 декабря 2009 года в решение от 29 ноября 2004 года № 16/11-205 «О гербе города Сыктывкара» был вновь внесён ряд изменений: уточнены наименование муниципального образования, порядок официального использования герба и другие моменты. Геральдическое описание самого герба при этом осталось прежним.